# Rönnöfors

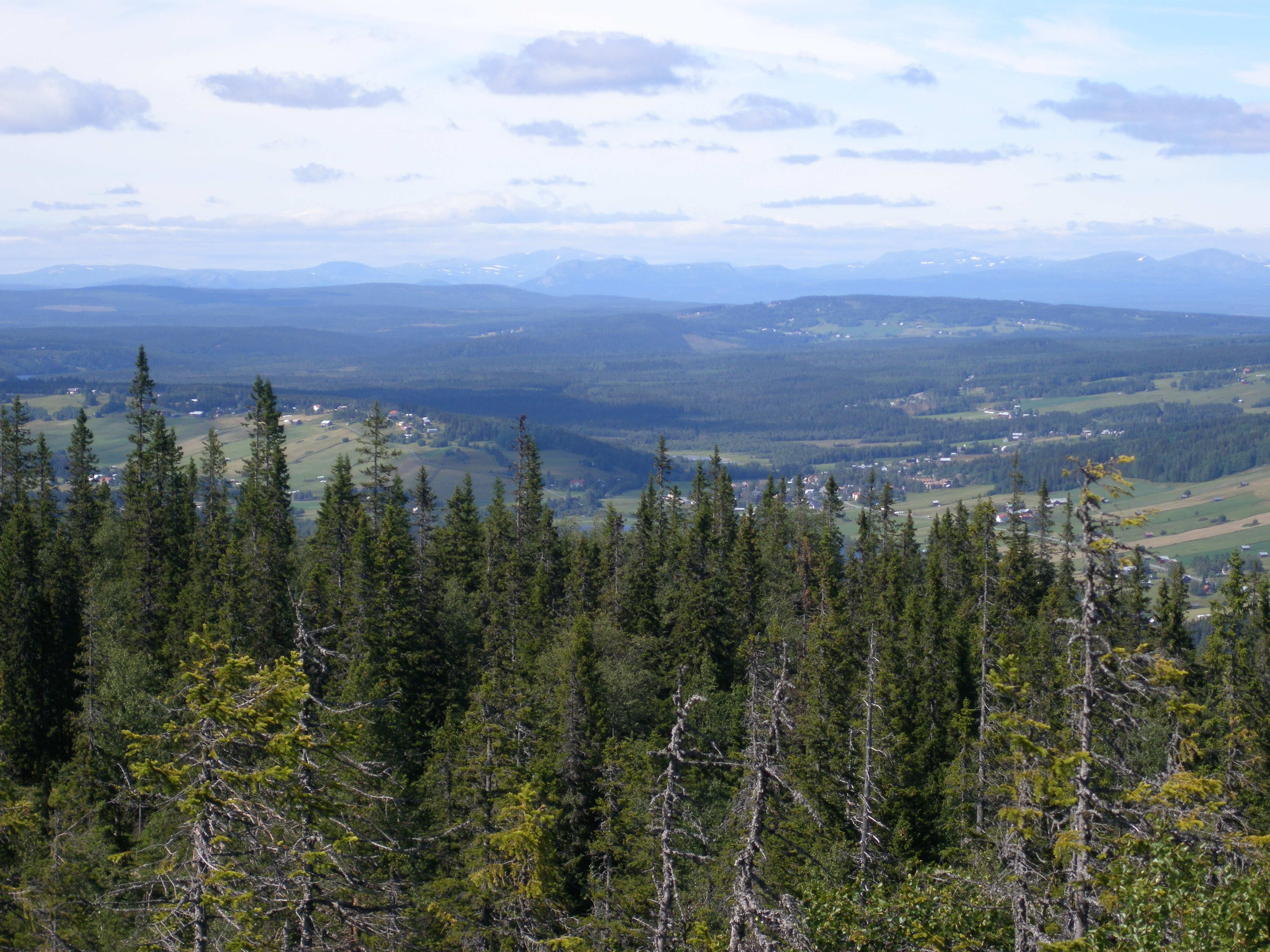
Das Gebirge in Offerdal

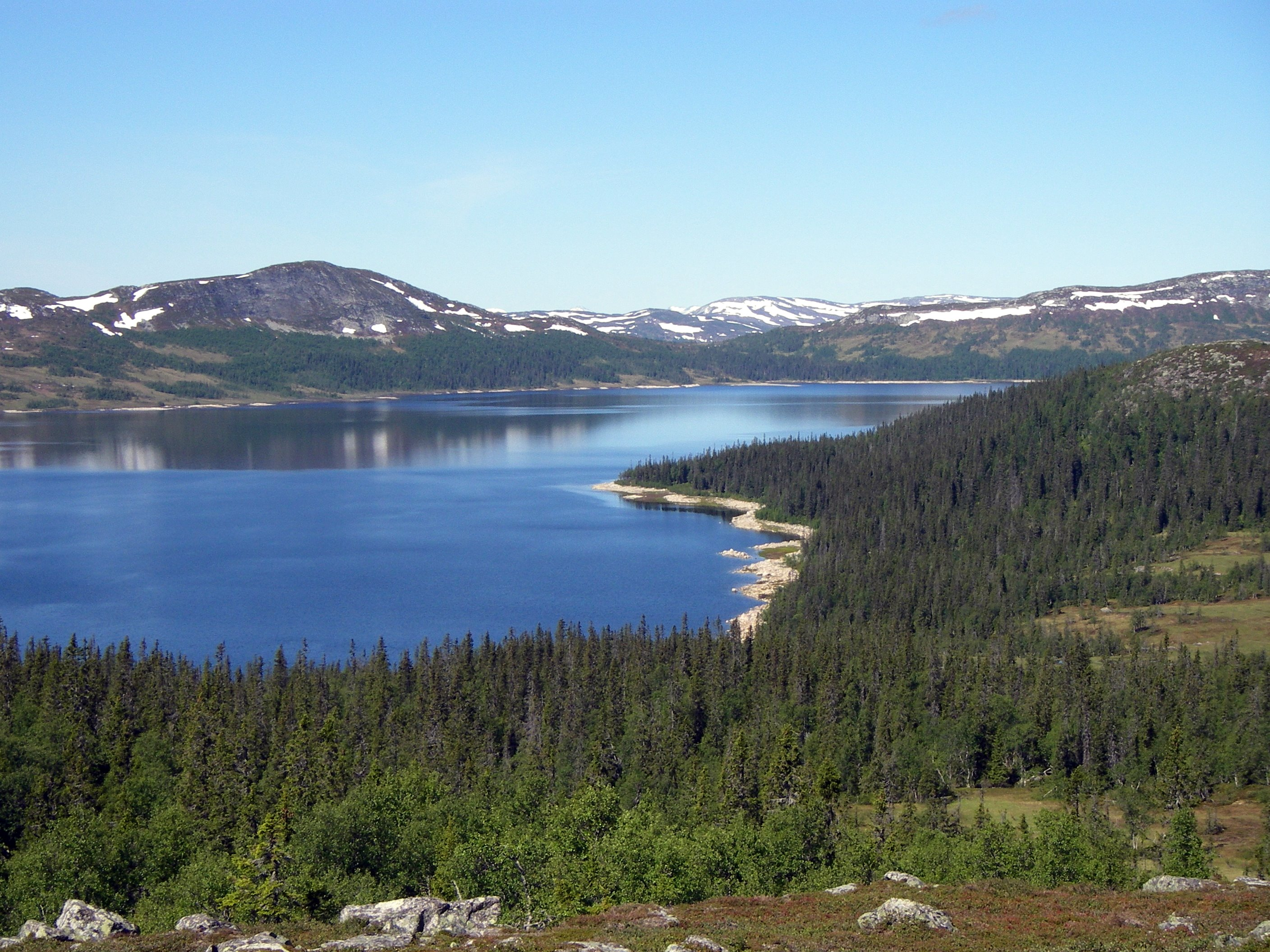
Der Oldensee

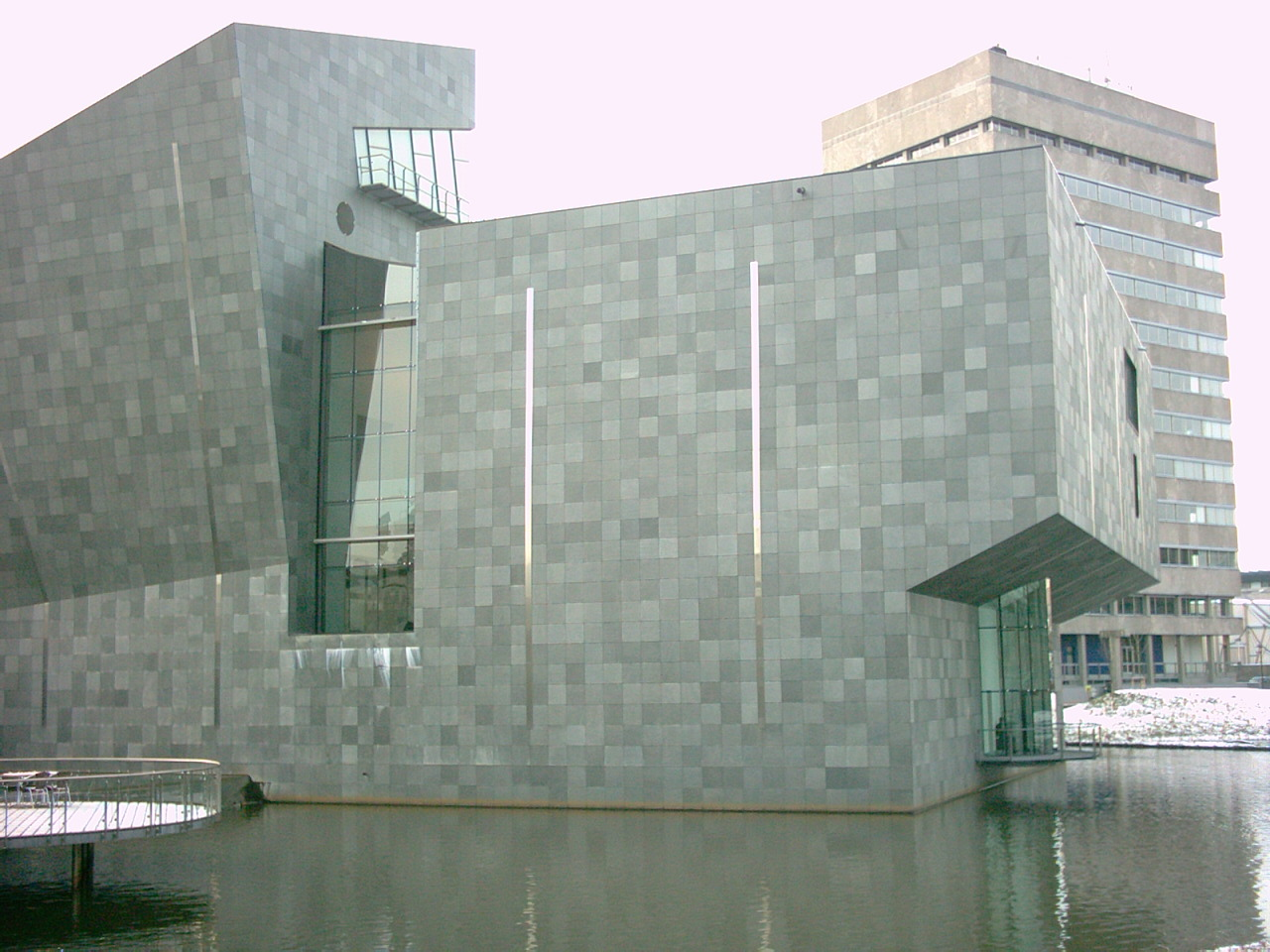
Das Van Abbemuseum in Eindhoven hat eine Fassade aus grünem Quarzit aus Rönnöfors

Rönnöfors ist eine Ansammlung von Häusern in der historischen schwedischen Provinz Jämtland und heutigen Provinz Jämtlands län. Das Dorf liegt etwa 80 Kilometer nordwestlich von Östersund in der Kirchengemeinde Offerdal in der Gemeinde Krokom. 
Rönnöfors liegt im nördlichen Teil von Offerdal, in direkter Nähe des Skandinavischen Gebirges (Oldfjällen) und wurde erst im 18. Jahrhundert besiedelt. Zu den bekannten Bergen in der Nähe zählen Oldklumpen, Ansätten und Önrun. 
In der Nähe von Rönnöfors gibt es seit etwa dem Frühmittelalter eine samische Bevölkerungsgruppe, vor allem in den Dörfern Jänsmässholmen, Olden und Frankrike. 
Im 19. Jahrhundert gab es in Rönnöfors einen bedeutenden Bergbau und am Anfang des 20. Jahrhunderts wurde u. a. die Kirche gebaut. Die Bergwerksruine ist noch zu besichtigen. In Rönnöfors wird ein grüner Quarzit, Offerdalsskiffer, abgebaut.